# Гривац
Гривац је насеље у Србији у општини Кнић у Шумадијском округу. Према попису из 2022. има 278 становника (према попису из 2011. било је 371 становника).
Овде се налази Црква Рођења Пресвете Богородице.

## Демографија
У насељу Гривац живи 392 пунолетна становника, а просечна старост становништва износи 48,2 година (46,6 код мушкараца и 49,7 код жена). У насељу има 144 домаћинства, а просечан број чланова по домаћинству је 3,18.
Ово насеље је великим делом насељено Србима (према попису из 2002. године), а у последња три пописа, примећен је пад у броју становника.
|  |

| Демографија | Демографија | Демографија |
| Година      | Становника  | Становника  |
| ----------- | ----------- | ----------- |
| 1948.       | 910         |             |
| 1953.       | 860         |             |
| 1961.       | 838         |             |
| 1971.       | 713         |             |
| 1981.       | 625         |             |
| 1991.       | 537         | 537         |
| 2002.       | 458         | 459         |
| 2011.       | 371         |             |
| 2022.       | 278         |             |

| Етнички састав према попису из 2002.‍ | Етнички састав према попису из 2002.‍ | Етнички састав према попису из 2002.‍ | Етнички састав према попису из 2002.‍ | Етнички састав према попису из 2002.‍ |
| ------------------------------------ | ------------------------------------ | ------------------------------------ | ------------------------------------ | ------------------------------------ |
|                                      |                                      |                                      |                                      |                                      |
| Срби                                 | Срби                                 |                                      | 456                                  | 99,56%                               |
| Црногорци                            | Црногорци                            |                                      | 1                                    | 0,21%                                |
| Хрвати                               | Хрвати                               |                                      | 1                                    | 0,21%                                |
| непознато                            | непознато                            |                                      | 0                                    | 0,0%                                 |

| Година пописа     | 1948. | 1953. | 1961. | 1971. | 1981. | 1991. | 2002. |
| ----------------- | ----- | ----- | ----- | ----- | ----- | ----- | ----- |
| Број домаћинстава | 184   | 192   | 188   | 186   | 175   | 153   | 144   |

| Број чланова      | 1  | 2  | 3  | 4  | 5  | 6  | 7 | 8 | 9 | 10 и више | Просек |
| ----------------- | -- | -- | -- | -- | -- | -- | - | - | - | --------- | ------ |
| Број домаћинстава | 30 | 41 | 17 | 18 | 16 | 14 | 7 | 0 | 0 | 1         | 3,18   |

| Пол    | Укупно | Неожењен/Неудата | Ожењен/Удата | Удовац/Удовица | Разведен/Разведена | Непознато |
| ------ | ------ | ---------------- | ------------ | -------------- | ------------------ | --------- |
| Мушки  | 200    | 53               | 135          | 12             | 0                  | 0         |
| Женски | 208    | 19               | 138          | 51             | 0                  | 0         |
| УКУПНО | 408    | 72               | 273          | 63             | 0                  | 0         |

| Пол    | Укупно                    | Пољопривреда, лов и шумарство | Рибарство                            | Вађење руде и камена | Прерађивачка индустрија       |
| ------ | ------------------------- | ----------------------------- | ------------------------------------ | -------------------- | ----------------------------- |
| Мушки  | 113                       | 94                            | 0                                    | 0                    | 5                             |
| Женски | 57                        | 47                            | 0                                    | 0                    | 3                             |
| УКУПНО | 170                       | 141                           | 0                                    | 0                    | 8                             |
| Пол    | Производња и снабдевање   | Грађевинарство                | Трговина                             | Хотели и ресторани   | Саобраћај, складиштење и везе |
| Мушки  | 2                         | 2                             | 4                                    | 1                    | 3                             |
| Женски | 0                         | 0                             | 2                                    | 0                    | 0                             |
| УКУПНО | 2                         | 2                             | 6                                    | 1                    | 3                             |
| Пол    | Финансијско посредовање   | Некретнине                    | Државна управа и одбрана             | Образовање           | Здравствени и социјални рад   |
| Мушки  | 0                         | 0                             | 1                                    | 1                    | 0                             |
| Женски | 0                         | 0                             | 2                                    | 1                    | 2                             |
| УКУПНО | 0                         | 0                             | 3                                    | 2                    | 2                             |
| Пол    | Остале услужне активности | Приватна домаћинства          | Екстериторијалне организације и тела | Непознато            | Непознато                     |
| Мушки  | 0                         | 0                             | 0                                    | 0                    | 0                             |
| Женски | 0                         | 0                             | 0                                    | 0                    | 0                             |
| УКУПНО | 0                         | 0                             | 0                                    | 0                    | 0                             |